# 舞-HiME
『舞-HiME』（まいひめ）は、サンライズが中心となって展開している、テレビアニメ、漫画、ラジオ番組、ドラマCDなどからなるメディアミックス作品である。
私立風華学園を舞台に生徒達の友情と恋愛、戦いを描く。
コミックス版は、単行本全5巻。

## 概要
- キャッチフレーズは「恋は戦い!」[1]。
- タイトルの由来については、様々なタイプのいわゆる「萌えキャラ」が登場することから、「自分自身にとっての (My) お姫様 (HiME) を見つけて下さい」という制作者の主張が込められている（北米でのタイトルが "My-HiME" であることからも分かる）ほか、「HiME」は「Highly-advanced Materializing Equipment」（高次物質化能力）の略称（バクロニム）でもある（専門用語を参照の事）。森鷗外の小説「舞姫」との直接の関係はない。元ネタとなっているのは小田急電鉄のHiSE (High-decker/High-grade/High-level Super Express) である。
- 『舞-HiME』はさまざまなメディアで展開しているが、それぞれで展開する内容、設定などが異なる。これは谷口悟朗クリエイティブプロデューサーの方針による。谷口は監督作『スクライド』のコミック化（スクライド (漫画) 参照）の際に「メディアミックス展開ができるのだからアニメと同じものを作らないで欲しい。どんな展開でも俺が認めるから」（秋田書店少年チャンピオンコミックス『スクライド』第1巻より 大意）と主張してそれを実現させており、『舞-HiME』でもそれが踏襲された。
- アニメはテレビ東京系列およびAT-Xで放送された（CSチャンネルではチャンネルNECOでも放送）。テレビ東京では2004年9月30日から2005年3月31日まで放送。2009年9月11日からはBS11、2009年12月14日からはアニマックスでも放送されている。
- 直接的な関わりのない後継作品『舞-乙HiME』の登場により、「舞-HiMEプロジェクト」と呼ばれる企画の第1弾となった。

## あらすじ

### アニメ版
奨学金を得て、風華学園に転入することになった鴇羽舞衣は弟の巧海とともに、フェリーで風華学園に向かう途中、漂流していた美袋命を助けたことが縁で、楯祐一・宗像詩帆とも知り合う。楽しい船旅はやがて、玖我なつきの襲撃で終わりを告げる。なつきの目的は美袋命だったが、場に居合わせた舞衣はHiMEとしての能力が発現し、なつきの攻撃を防御してしまう。舞衣の覚醒を目の当たりにしたなつきは、舞衣に学園に来ないよう忠告する。
舞衣はなつきの忠告の意味を理解できないまま、学園生活を満喫していたが、弟の巧海がオーファンという謎の生物に襲われているのを見て、HiMEの能力で倒そうとした時、そこに現れた炎凪が、HiMEの守り神であるチャイルドを召喚するよう勧める。巧海を守るために、チャイルドを召喚した舞衣に対して、凪は「チャイルドを持つならば自分の大切なものを賭ける」、と意味深なセリフをつぶやく。
一方、なつきは舞衣に、風華学園にHiMEが集められていること・そのことに一番地と呼ばれる国家機関が暗躍していることを教える。
HiMEの中には、突然目覚めた自分の能力に戸惑う者もいた。その一人、日暮あかねは恋人の倉内和也に自分の秘密を打ち明け、倉内は笑顔でその秘密を受け入れる。しかし、突然の深優・グリーアの攻撃によって、あかねのチャイルドは倒され、倉内は消滅してしまう。凪が言った「自分にとって一番大切なもの」と言うのは、自分にとって一番大切な人という意味だったのである。
深優を擁するシアーズ財団は、アリッサ・シアーズを人工のHiMEに仕立て、最強のHiMEが手にすると言われる力を横取りしようと狙っていた。そのため、一気に軍事力で風華学園を制圧し、HiMEの一掃をはかるが、学園長の風花真白はHiMEたちを結集して、シアーズ財団を撃退する。
共通の敵を倒したことで、絆を深めたHiMEたちの前に、再び、凪が現れる。凪は「HiMEの目的はオーファンと戦うことではなく、お互いのチャイルドを倒すために戦って、最強のHiMEを選ぶことだ」とHiMEたちに通告する。HiMEたちの間で疑心暗鬼が生まれる中、真白と教師の杉浦碧はHiMEたち同士の争いをやめさせようとするが、一番地の介入もあって、それぞれのHiMEの気持ちに差が出来てしまい、HiMEたちは互いに争うように仕向けられていく。

### 漫画版
訳あって風華学園に転入することになった楯祐一。男女共学の新しい生活に心を弾ませるが、いきなり学園名物鴇羽舞衣と玖我なつきのHiMEとしての能力を使ったド派手な痴話喧嘩に巻き込まれる。この時舞衣となつき、二人の「鍵」と呼ばれる存在であることがわかり、学園長の風花真白からに風華学園に蔓延るオーファンと呼ばれる魔物を退治する「対オーファン部隊」のメンバーに無理矢理入れられてしまう。
更に、本来入るはずだった男子寮の自分の部屋を失い、止むなく舞衣と美袋命の部屋に居候することとなるが、その日の夜になつきが祐一を自分のマンションに拉致し、一悶着の末なつきの部屋も吹き飛んだ結果、舞衣と命の部屋になつきも加わり4人で住むこととなった。
対オーファン部隊を快く思わない生徒会執行部でHiMEの珠洲城遥は生徒会長の藤乃静留の協力の下オリHiME隊と呼ばれる部隊を結成する。そのメンバーの中になつきが加わっていた。事前に静留はなつきにある情報の提供の代わりにオリHiME隊に加わるよう裏で工作をしていたのであった。対オーファンとオリHiME、負けた方が退学という争いへと発展する。結果、戦闘中のなつきの復帰等により、オリHiME隊は敗れ退学となる所であったが、真白の計らいにより対オーファン部隊へと組み込まれることとなった。
季節は秋となり、シアーズ女学院から交流プログラムとして学園に編入した生徒の中に、祐一が風華学園に転入せざるを得なくなった事件の被害者である宗像詩帆が、なつきの前には死んだはずの母親が現れ、HiME対PRINCESSの争いが始まる。そこで舞衣達はアリッサ・シアーズの口からチャイルドが倒されるとどうなるのかを知るのであった。

### 運命の系統樹-修羅-（パソコン、PS2版ゲーム）
風華の地で語られる媛伝説を研究の途中で行方不明になってしまった大学の恩師の意思を継ぐべく、自らも風華の地で媛伝説を調べる事となった主人公高村恭司。大学の研究の一環として風華学園の古典臨時教師として赴任することとなった。初日から些細なトラブルにより鴇羽舞衣に平手打ちをもらい、それを見た玖我なつきから誤解を受け、教会で深優・グリーアと出会い、その日の夕方には師匠である天河教授の一人娘天河朔夜と再会、翌日の朝には道端で倒れている美袋命に食べ物を与えたら懐かれてしまうというハプニングの連続であった。そんな慌しい日々の中でも、確実に媛伝説の確信へと迫っていく。媛伝説とは何か？ 行方不明となった恩師は？

## 登場人物一覧
詳細については、「舞-HiMEの登場人物」を参照のこと。
この作品の中心であるHiMEは以下の12人である（ゲーム運命の系統樹では一部入れ替わり等がある）。特に鴇羽舞衣、玖我なつき、美袋命の三人を中心として物語は展開される。

## 能力者一覧

### アニメの能力者

#### 風華学園側
| HiME                            | エレメント       | チャイルド                        | 大切な人            |
| ------------------------------- | ---------------- | --------------------------------- | ------------------- |
| 鴇羽舞衣                        | 宝輪             | カグツチ（竜）⇔新型カグツチ（竜） | 鴇羽巧海→楯祐一     |
| 玖我なつき                      | 二挺拳銃         | デュラン（狼）→巨大デュラン（狼） | 玖我紗江子→藤乃静留 |
| 美袋命                          | 両手剣           | 巳六-ミロク-（鬼）                | 黒曜の君            |
| 杉浦碧                          | ハルバード       | 愕天王（犀）                      | 佐々木教授          |
| 結城奈緒                        | 爪、ワイヤー     | ジュリア（蜘蛛）                  | 奈緒の母            |
| 日暮あかね                      | 二門式トンファー | ハリー（虎）                      | 倉内和也            |
| 尾久崎晶                        | 手裏剣、くない   | ゲンナイ（大蝦蟇）                | 鴇羽巧海            |
| 真田紫子                        | 弓               | 聖ヴラス（一角獣）                | 石上亘              |
| 菊川雪之                        | 鏡               | ダイアナ（冬虫夏草）              | 珠洲城遥            |
| 宗像詩帆                        | 笛               | ヤタガラス（烏）                  | 楯祐一              |
| 姫野二三                        | 大鎌             | 風花真白（水晶の姫）傀儡          | 風花真白            |
| 藤乃静留                        | 薙刀             | 清姫（八岐大蛇）                  | 玖我なつき          |
| 風花真白（300年前）             | ？               | カグツチ（竜）                    | ？                  |
| 夢宮ありか（舞-乙HiMEの主人公） | ロッド           | ―                                 | ―                   |

#### シアーズ財団側
| まがい物のHiME     | エレメント | チャイルド                        | 大切な人     |
| ------------------ | ---------- | --------------------------------- | ------------ |
| アリッサ・シアーズ | 髪         | アルテミス（人工衛星エクリプス1） | シアーズ会長 |

| 対HiME用戦闘兵器 | 武器                                                                      | 備考                   |
| ---------------- | ------------------------------------------------------------------------- | ---------------------- |
| 深優・グリーア   | ブレード / ガトリング / チェーンソー ドリル / ボルテックス / 小型ミサイル | アンチマテリアライザー |

#### その他の能力者（アニメ）
| 黒曜の君 |
| -------- |
| 神崎黎人 |
| 水晶の姫 |
| 風花真白 |

### コミックの能力者

#### 風華学園
| HiME       | エレメント                   | チャイルド                                                                         | 鍵                       | ランク | 所属（備考）                                 |
| ---------- | ---------------------------- | ---------------------------------------------------------------------------------- | ------------------------ | ------ | -------------------------------------------- |
| 鴇羽舞衣   | 宝輪                         | カグツチ（竜） →黒カグツチ（竜） →カグツチ（竜）                                   | 楯祐一                   | C      | 対オーファン →媛星宇宙三大美女 →対オーファン |
| 玖我なつき | 二挺拳銃                     | デュラン（狼） →デュラン・マックスハート（狼） →黄金デュラン・マックスハート（狼） | 楯祐一                   | C ※注  | 対オーファン →オリHiME →対オーファン         |
| 美袋命     | 両手剣（ミロク）             | （未登場）                                                                         | （未登場）               | C      | 対オーファン                                 |
| 日暮あかね | 二門式トンファー             | ハリー（虎）                                                                       | 倉内和也                 | C      | 対オーファン                                 |
| 鷲沢陽子   | 聴診器                       | （未登場）                                                                         | （未登場）               | 不明   | 対オーファン補佐                             |
| 杉浦碧     | ハルバード                   | 愕天王（犀） ⇔愕天大王（巨大ロボ）                                                 | インコ                   | C      | 対オーファンリーダー                         |
| 珠洲城遥   | ハンマー                     | 光黙天（チョウチンアンコウ）                                                       | 菊川雪之                 | A      | オリHiME隊長 →対オーファン                   |
| 菊川雪之   | 鏡                           | ミロワール（クラゲ）                                                               | 珠洲城遥                 | A      | オリHiME副隊長 →対オーファン                 |
| 尾久崎晶   | 巨大手裏剣                   | （未登場）                                                                         | （未登場）               | A      | オリHiME →対オーファン                       |
| 結城奈緒   | 爪、ワイヤー                 | ジュリア（蜘蛛）                                                                   | 奈緒の最初の鍵 →武田将士 | A      | オリHiME →対オーファン                       |
| 目盛三姉妹 | 巨大定規                     | （未登場）                                                                         | （未登場）               | A      | オリHiME →対オーファン                       |
| 姫野二三   | 大鎌                         | （未登場）                                                                         | 風花真白                 | 不明   | メイド                                       |
| 風花真白   | 黄金時計（ゴールデンタイム） | ホワイトラビット（白兎）                                                           | 姫野二三                 | 不明   | 理事長                                       |

※注:旧対オーファン部隊は全員Cランク。オリHiME隊に入れたのは静留がオリHiME隊結成条件としてなつき・楯の入隊を条件としたため。

#### シアーズ女学院
| PRINCESS           | エレメント        | チャイルド                 | 所属                         |
| ------------------ | ----------------- | -------------------------- | ---------------------------- |
| 宗像詩帆           | ？                | ？（蛸）                   | シアーズ交流プログラム生     |
| アリッサ・シアーズ | ？                | アイザック（亀）           | シアーズ交流プログラム生代表 |
| 真田紫子           | ？                | 聖ヴラス（一角獣）         | シアーズ交流プログラム引率   |
| 玖我紗江子         | デリンジャー（※） | デュランデュラン（双頭狼） | 深優開発者                   |

（※）作品内で名前では呼ばれていない。形状はなつきのエレメントと同系。
| アンドロイド     | 武器                                 | 備考 |
| ---------------- | ------------------------------------ | ---- |
| 深優・グリーア   | ブレード / ガトリング / 小型ミサイル | ？   |
| 量産型深優（白） | ブレード / チェンソー / ハンマー     | ？   |
| 量産型深優（黒） | ガトリング / バズーカ                | ？   |

#### 媛星
| QUEEN                  | エレメント   | チャイルド               | 備考         |
| ---------------------- | ------------ | ------------------------ | ------------ |
| 楊貴妃                 | 肉球グローブ | 猫球（マオキウ）（黒猫） | 宇宙三大美女 |
| マリー・アントワネット | ？           | （薔薇）                 | 宇宙三大美女 |
| 鴇羽舞衣               | 宝輪         | 黒カグツチ（竜）         | 宇宙三大美女 |

#### その他の能力者（コミック）
| 黒曜の君                   | チャイルド               |
| -------------------------- | ------------------------ |
| 鴇羽巧海                   | ヒルコ（一ツ目天使）     |
| 武器使用者                 | チャイルド武器形態       |
| 楯祐一&鴇羽舞衣&玖我なつき | カグツチの剣（カグツチ） |

### ゲームの能力者
| HiME               | エレメント                                   | チャイルド                     | 触媒                              |
| ------------------ | -------------------------------------------- | ------------------------------ | --------------------------------- |
| 鴇羽舞衣           | 天輪（法輪）                                 | カグツチ（竜）                 | 高村恭司 神崎黎人 鴇羽巧海        |
| 玖我なつき         | EL ER（二艇拳銃）                            | デュラン（狼）                 | 高村恭司 九条むつみ（玖我紗江子） |
| 美袋命             | カムツカ（柄）                               | スサノオ（両手剣）             | 神崎黎人 高村恭司                 |
| 深優・グリーア     | ANGEL FEATHER（エンジェルフェザー）（翼）    | KAMAEL（カマエル）（天使）     | 高村恭司                          |
| 天河朔夜           | 紅月鎌（こうげつれん）（鎌）                 | ツキヨミ（狐）                 | 高村恭司 天河諭                   |
| 杉浦碧             | 青天霹靂（ハルバード）                       | 愕天王（犀）                   | 佐々木教授                        |
| 結城奈緒           | MARY'S CLAW（メアリーズクロウ）（爪）        | ジュリア（女郎蜘蛛）           | 奈緒の母                          |
| 藤乃静留           | 殉逢（鞭）                                   | 清姫（八岐大蛇）               | 玖我なつき 未公表                 |
| アリッサ・シアーズ | SERAPHIM FEATHER（セラフィムフェザー）（翼） | METATRON（メタトロン）（天使） | 未公表                            |
| 日暮あかね         | ？（トンファー）                             | ハリー（虎）                   | 倉内和也                          |
| 菊川雪之           | ？（本）                                     | ダイアナ（魚？）               | 珠洲城遥                          |
| 真田紫子           | （未公表）                                   | 一角獣                         | 未公表                            |
| 尾久崎晶           | （未公表）                                   | 蛙                             | 未公表※注                         |

※アニメとは巧海の設定が異なっているため、またはストーリー上の都合のためか、巧海が触媒ではない。
| 黒曜の君   | 武器             |
| ---------- | ---------------- |
| 神崎黎人   | 弥勒（刀）       |
| 星繰りの者 | 武器             |
| 高村恭司   | クサナギ（銅剣） |

#### 補足説明
- 触媒はストーリー展開により変わることがあるため、候補をすべて表記する。それぞれ当該ルートの場合のみ最終的な触媒が主人公である高村恭司になる。
- 舞衣はなつきルートでのみ触媒が神崎黎人になる。
- 深優は深優ルートでのみHiMEの力に目覚めるため（アリッサの死後であるため、触媒がアリッサである可能性はない）、触媒候補は高村恭司のみとなる。
- 同様に命のチャイルドが目覚めるのも命ルート終盤の神崎黎人敵対後のみ（弥勒はチャイルドでもエレメントでもなく、命のエレメントは弥勒を納めている柄の部分のみ）であるため、触媒候補は高村恭司のみとなる。

## アニメ

### スタッフ
- 企画 - サンライズ
- 原作 - 矢立肇
- 監督 - 小原正和
- シリーズ構成 - 吉野弘幸
- キャラクターデザイン、アニメーションディレクター - 久行宏和
- セットデザイン - 青木智由紀
- クリーチャーデザイン - 宮武一貴（カグツチ&オーファン）、阿久津潤一（チャイルド&エレメント）
- ゲストメカデザイン - 大河広行
- 制服デザイン原案 - いのまたむつみ
- エレメント銃デザイン - 平井久司
- 美術監督 - 高須賀真二
- 色彩設計 - 横山さよ子
- 撮影監督 - 末弘孝史
- 編集 - 関一彦
- 音楽 - 梶浦由記
- 音響監督 - 三間雅文
- メディアライター - 木村暢
- タイトルロゴ - 鎌田誠
- クリエイティブプロデューサー - 谷口悟朗
- プロデューサー - 古里尚丈、国崎久徳
- 製作 - サンライズ、バンダイビジュアル

### 主題歌
オープニングテーマ
「Shining☆Days」（1 - 25話）
作詞・歌 - 栗林みな実 / 作曲・編曲 - 飯塚昌明
エンディングテーマ
「君が空だった」（1 - 14、16 - 25話）
作詞 - 畑亜貴 / 作曲・編曲 - 飯塚昌明 / 歌 - 美郷あき
挿入歌
「小さな星が降りる時」（15、26話）
作詞・作曲・歌 - 栗林みな実 / 編曲 - 飯塚昌明
- 15話のエンディングはアリッサ・シアーズの声を演じる宮村優子が歌う「It's only the fairy tale」（『舞-HiME O.S.T. Vol.1 〜姫〜』に収録）が使われた。
- 最終回（26話）はオープニングは存在せず、エンディングは「Shining☆Days」が使われた。

### OP・EDリスト
| 使用話数                       | 使用曲                     | 絵コンテ                   | 演出                       | 作画監督                   |
| オープニングアニメーション     | オープニングアニメーション | オープニングアニメーション | オープニングアニメーション | オープニングアニメーション |
| ------------------------------ | -------------------------- | -------------------------- | -------------------------- | -------------------------- |
| 第1話 - 第25話                 | 「Shining☆Days」           | 久行宏和                   | 長井龍雪                   | 久行宏和                   |
| エンディングアニメーション     |                            |                            |                            |                            |
| 第1話 - 第14話 第16話 - 第25話 | 「君が空だった」           | 小原正和                   | 長井龍雪                   | 久行宏和                   |

### 各話リスト
| 話数 | サブタイトル                | 脚本     | 絵コンテ      | 演出     | 作画監督                                            | 放送日         |
| ---- | --------------------------- | -------- | ------------- | -------- | --------------------------------------------------- | -------------- |
| 1    | それは☆乙女の一大事         | 吉野弘幸 | 小原正和      | 西村大樹 | 久行宏和 重田智・金田正彦（メカ）                   | 2004年9月30日  |
| 2    | ヒミツの放課後              | 吉野弘幸 | 久行宏和      | 太田雅彦 | 米山浩平                                            | 2004年10月7日  |
| 3    | 炎の舞/星の誓い             | 吉野弘幸 | 小野学        | 小野学   | 竹内浩志 重田智（DNメカ）                           | 2004年10月14日 |
| 4    | 風のイ・タ・ズ・ラ          | 吉野弘幸 | 長井龍雪      | 長井龍雪 | しんぼたくろう 高瀬健一                             | 2004年10月21日 |
| 5    | 雨――。涙……                  | 吉野弘幸 | 鎌倉由実      | 鎌倉由実 | 相坂直紀（キャラクター） 坂本修司（メカ）           | 2004年10月28日 |
| 6    | もえる十七歳(^^;)           | 吉野弘幸 | 小野学        | 小野学   | 実原登（キャラクター） 大塚健（メカ）               | 2004年11月4日  |
| 7    | 迷子の仔猫たち              | 吉野弘幸 | 太田雅彦      | 太田雅彦 | 米山浩平                                            | 2004年11月11日 |
| 8    | たいせつなもの。            | 吉野弘幸 | 水草一馬      | 福本潔   | 竹内浩志（キャラクター） 市川敬三（メカ）           | 2004年11月18日 |
| 9    | 海とオトメとなつきのヒミツ♪ | 吉野弘幸 | 鎌倉由実      | 鎌倉由実 | 田中将賀                                            | 2004年11月25日 |
| 10   | ケーキ大戦!!!!              | 吉野弘幸 | 菱川直樹      | 菱川直樹 | 石野聡（キャラクター） 大塚健（メカ）               | 2004年12月2日  |
| 11   | 光と闇の輪舞                | 吉野弘幸 | 須永司        | 福本潔   | しんぼたくろう 高瀬建一                             | 2004年12月9日  |
| 12   | 天使のほほえみ              | 吉野弘幸 | 須永司        | 太田雅彦 | 坂本修司（キャラクター） 永田正美（メカ）           | 2004年12月16日 |
| 13   | 〜たまゆらの夜〜            | 吉野弘幸 | 水草一馬      | 玉川達文 | 米山浩平                                            | 2004年12月23日 |
| 14   | ねらわれる学園              | 吉野弘幸 | 須永司        | 菱川直樹 | 竹内浩志（キャラクター） 川原智弘（メカ）           | 2005年1月6日   |
| 15   | 天翔けるミ☆ 女子高生        | 吉野弘幸 | 小野学        | 小野学   | 石野聡（キャラクター） 大塚健（メカ）               | 2005年1月13日  |
| 16   | PARADE♪                     | 木村暢   | 須永司        | 福本潔   | 田中将賀                                            | 2005年1月20日  |
| 17   | うそつきな、唇              | 吉野弘幸 | 水草一馬      | 太田雅彦 | しんぼたくろう 高瀬建一                             | 2005年1月27日  |
| 18   | ――はじまり。                | 吉野弘幸 | 菱川直樹      | 福本潔   | 坂本修司（キャラクター） 川原智弘（メカ）           | 2005年2月3日   |
| 19   | こころの迷宮                | 吉野弘幸 | 南康宏        | 南康宏   | 米山浩平                                            | 2005年2月10日  |
| 20   | 炎の舞/涙の運命             | 吉野弘幸 | 水草一馬      | 玉川達文 | 竹内浩志（キャラクター） 大塚健（メカ）             | 2005年2月17日  |
| 21   | 黒き君、目覚めるとき        | 吉野弘幸 | 須永司        | 福本潔   | 稲吉智重                                            | 2005年2月24日  |
| 22   | くずれゆく……                | 吉野弘幸 | 南康宏 須永司 | 南康宏   | 田中将賀（キャラクター） 市川敬三（メカ）           | 2005年3月3日   |
| 23   | 愛情と友情、非情            | 吉野弘幸 | 太田雅彦      | 太田雅彦 | 高野和史（キャラクター） 大塚健（メカ）             | 2005年3月10日  |
| 24   | コイ・ハ・タタカイ          | 吉野弘幸 | 水草一馬      | 玉川達文 | 米山浩平（キャラクター） 竹内浩志（総作画監督協力） | 2005年3月17日  |
| 25   | 運命の刻へ                  | 吉野弘幸 | 須永司        | 福本潔   | 坂本修司（キャラクター） 市川敬三（メカ）           | 2005年3月24日  |
| 26   | SHINING☆DAYS                | 吉野弘幸 | 小原正和      | 太田雅彦 | 竹内浩志（キャラクター） 大塚健（メカ）             | 2005年3月31日  |

### 放送局
| 放送地域       | 放送局         | 放送期間                    | 放送日時         | 放送系列       | 備考             |
| -------------- | -------------- | --------------------------- | ---------------- | -------------- | ---------------- |
| 関東広域圏     | テレビ東京     | 2004年9月30日-2005年3月31日 | 木曜 25:30-26:00 | テレビ東京系列 |                  |
| 福岡県         | TVQ九州放送    | 2004年10月4日-2005年4月4日  | 月曜 25:55-26:25 | テレビ東京系列 |                  |
| 愛知県         | テレビ愛知     | 2004年10月5日-2005年4月5日  | 火曜 25:28-25:58 | テレビ東京系列 |                  |
| 大阪府         | テレビ大阪     | 2004年10月5日-2005年4月5日  | 火曜 26:05-26:35 | テレビ東京系列 |                  |
| 北海道         | テレビ北海道   | 2004年10月6日-2005年4月6日  | 水曜 25:30-26:00 | テレビ東京系列 |                  |
| 岡山県・香川県 | テレビせとうち | 2004年10月6日-2005年4月6日  | 水曜 25:55-26:25 | テレビ東京系列 |                  |
| 日本全域       | AT-X           | 2005年1月29日-7月23日       | 土曜 9:00-9:30   | CS放送         | リピート放送あり |

### 映像特典

#### ピクチャードラマ
DVD各巻3話（1巻のみ2話）収録のピクチャードラマ。全26話。
| 巻数 | 話数 | サブタイトル                     |
| ---- | ---- | -------------------------------- |
| 1    | 1    | 舞衣とはじめてのブラ             |
| 1    | 2    | 風華学園へようこそ               |
| 2    | 3    | 高等部 1-A紹介                   |
| 2    | 4    | 静留・なつきを語る               |
| 2    | 5    | みことのいちにち                 |
| 3    | 6    | 詩帆のお兄ちゃんとドキドキ       |
| 3    | 7    | 奈緒の『世界を釣る』             |
| 3    | 8    | あかねの告白                     |
| 4    | 9    | 遥の生徒会長立候補演説           |
| 4    | 10   | 陽子と碧の『われらが青春の日々』 |
| 4    | 11   | 紫子の『尼僧物語』               |
| 5    | 12   | Childhood Friends 〜雪之と遥〜   |
| 5    | 13   | 楯祐一の『気になるアイツ』       |
| 5    | 14   | M. I. Y. U                       |
| 6    | 15   | スノウ・マン                     |
| 6    | 16   | オーファンのひみつ               |
| 6    | 17   | 碧の『運命なんかぶっとばせ!』    |
| 7    | 18   | 風花邸幻想 〜真白と二三〜        |
| 7    | 19   | 晶の問い                         |
| 7    | 20   | お姉ちゃんへ 鴇羽巧海より        |
| 8    | 21   | 「黒曜宮にて」神崎黎人           |
| 8    | 22   | なつき、静留を語る               |
| 8    | 23   | 風華のひみつ                     |
| 9    | 24   | 命の想い                         |
| 9    | 25   | なつきの想い                     |
| 9    | 26   | 舞衣の想い                       |

#### 黒の舞/最後の晩餐
2010年1月27日発売のBlu-ray版『舞-HiME COMPLETE』に映像特典として収録の、ヒロイン皆で神崎黎人にお仕置きをする3分の完全新作エピソード。
スタッフ
- 脚本・絵コンテ・作画監督・監督 - 久行宏和
- 演出 - 渡邊哲哉
- 挿入歌 - 「Shining☆Days」

| テレビ東京 木曜25:30枠                                | テレビ東京 木曜25:30枠                    | テレビ東京 木曜25:30枠                           |
| 前番組                                                | 番組名                                    | 次番組                                           |
| ----------------------------------------------------- | ----------------------------------------- | ------------------------------------------------ |
| 最遊記RELOAD GUNLOCK （2004年4月1日 - 2004年9月23日） | 舞-HiME （2004年9月30日 - 2005年3月31日） | 中山道（第2期） （2005年4月7日 - 2005年9月29日） |

## 漫画

### 『舞-HiME』
漫画版は、秋田書店の漫画雑誌『週刊少年チャンピオン』の2004年8月19日発売号（38号）から2005年7月21日発売号（32号）にかけて連載された。
原作は矢立肇、シナリオはキムラノボル（木村暢）、作画は佐藤健悦、監修は谷口悟朗が担当。構成協力は吉野弘幸。
単行本は、全て秋田書店より「少年チャンピオン・コミックス」レーベルとして刊行された。単行本全5巻。
- 第1巻 2004年11月11日発行、ISBN 4-253-20771-5
  - 漫画雑誌『週刊少年チャンピオン』2004年38号-45号初出。本編第1話-第8話を収録。
  - アニメで「鴇羽舞衣」役を務める声優中原麻衣の談話（76頁）、アニメのプロデューサー古里尚丈による読者へのメッセージ（157頁）を収録。
- 第2巻 2005年2月8日発行、ISBN 4-253-20772-3
  - 漫画雑誌『週刊少年チャンピオン』2004年46号-2005年2+3号初出。本編第9話-第17話を収録。
  - 巻末に、アニメで「玖我なつき」役を務める声優千葉紗子の談話、アニメのシリーズ構成の吉野弘幸による読者へのメッセージを収録。
- 第3巻 2005年3月8日発行、ISBN 4-253-20773-1
  - 漫画雑誌『週刊少年チャンピオン』2005年4+5号-13号初出。本編第18話-第26話を収録。
  - アニメで「美袋命」役を務める声優清水愛の談話（46頁）、「珠洲城遥」役を務める柚木涼香の談話（107頁）、「菊川雪之」役を務める能登麻美子の談話（128頁）を収録。
- 第4巻 2005年7月8日発行、ISBN 4-253-20774-X
- 第5巻 2005年9月8日発行、ISBN 4-253-20775-8

### 『舞-HiME戦（EXA）』
漫画『舞-HiME戦（EXA）』は、アスキー・メディアワークスの漫画雑誌『月刊コミック電撃大王』の2010年3月号から同年10月号にかけて連載された。
原作は矢立肇、シナリオは涼風涼、作画は皇帝龍が担当。
単行本は、全てアスキー・メディアワークスより「電撃コミックス」レーベルとして刊行された。単行本全1巻。第1話ではアニメ版のHiME全員が書かれているが最終的にHiMEとしての能力を見せたのは6人のみだった。
- 『舞-HiME戦（EXA）』2010年10月27日発売、ISBN 978-4-04-868987-8

## 小説
- 小説・学研版『舞-HiME』（メガミ文庫）
  - 掲載誌：Megami マガジン（2004年6月号 - 2005年6月号）
  - 原作：矢立肇
  - 著作：木村暢
  - イラスト：久行宏和、深野洋一ほか
  - 全2巻
    - アニメ版のサイドストーリー的な位置付け。鈴木耀というオリジナルキャラクターが登場する。
- 小説・徳間書店版『舞-HiME』（徳間デュアル文庫）
  - 原作：矢立肇
  - 著作：ナカガワヒロユキ（海猫沢めろん）
  - イラスト：久行宏和、稲吉朝子、高野和史、Maruto!、坂本修司、稲吉智重、田中将雅
  - 全2巻
    - Side-A 秘密の花園（2005年6月発売）
    - Side-B 愛と死の輪舞（2005年9月発売）
      - アニメ版を独自の設定を交えつつ再構成したノベライズ。基本はアニメ版のストーリーをベースにしているが、凪の真の姿は巨大な狐であったり、深優はアリッサのクローン実験体の12番目の個体「μ」をベースとしている、など独自設定もある。

## ゲーム

### 舞-HiME 運命の系統樹
PlayStation 2用ソフトとしてマーベラスインタラクティブより2005年6月30日に発売された。開発はCIRCUS。また、Best版が2006年2月23日に発売された。
アニメ版後半部の内容をさらにハードしたような内容で、ヒロインによってはバッドエンドとも取れる内容がある。

#### スタッフ（ゲーム）
- エグゼクティブプロデューサー：古里尚丈、国崎久徳、tororo、くま坂らま男
- プロデューサー：五十畑昌
- ディレクター：林知明
- シナリオ：伊藤昭博、まり、たけうちこうた、望月JET、御巫紫苑、森の眼
- 原画：之、甘福あまね、秋蕎麦、ちのちもち
- 音楽：野中“まさ”雄一
- 企画：サンライズ
- 原作：矢立肇
- 開発：CIRCUS METAL
- 発売：マーベラスインタラクティブ

#### 主題歌（ゲーム）
- オープニングテーマ「阿修羅姫」
  - 作詞：宝野アリカ / 作曲・編曲：片倉三起也 / 歌：ALI PROJECT
- エンディングテーマ「Silent wing」
  - 作詞：畑亜貴 / 作曲・編曲：宅見将典 / 歌：美郷あき
- 挿入歌「Fortuna」
  - 作詞・作曲・編曲：橘尭葉 / 歌：妖精帝國
- 挿入歌「last moment」
  - 作詞・作曲・編曲：橘尭葉 / 歌：妖精帝國

#### 舞-HiME 運命の系統樹 修羅
2006年6月30日にCIRCUSのCIRCUS METALブランドより発売された、Windows用ゲームソフト。
「完全版」と銘打っており、PS2版をベースに、遥・雪之のCGと声、ほか多数のイベントCGの追加、さらに「静留編」・碧ED・奈緒EDが収録された。声優陣に変更は無し。
- 開発・発売：CIRCUS
- シナリオ：伊藤昭博、まり、たけうちこうた、望月JET、御巫紫苑、森の眼、ごとうしん
- 原画：之、甘福あまね、秋蕎麦、ちのちもち、彼ノ矢大輔、鳴海

### 舞-HiME 爆烈!風華学園激闘史?!
PlayStation Portable用ソフトとして2006年2月23日に発売された。それまでに2度発売延期になっている。
「運命の系統樹」「運命の系統樹 修羅」とは違い、対戦格闘ゲームになっており、アニメ版のストーリー・設定をそのまま踏襲した内容になっている。シナリオモードは蝕の祭りが始まる直前（シアーズ撤退）まで。

### 舞-HiME 鮮烈! 真 風華学園激闘史!!
2006年4月27日発売（こちらは延期なし）。「風華学園激闘史」にて未登場だった静留、雪之、詩帆、紫子、二三に加え、隠しキャラとして夢宮ありかが登場。さらにチャイルドを持たないにも拘らず遥も登場する。
前作のデータと連動が可能で、それはありか登場の条件でもある。
- 開発・発売：サンライズインタラクティブ

### 他作品とのクロスオーバー作品
ヒーローズファンタジア
バンダイナムコゲームスが2012年1月19日にPSP用ソフトとして発売したロールプレイングゲーム。
本作からは舞衣、なつき、命、碧、深優などが登場する。
スーパーロボット大戦X-Ω
バンダイナムコエンターテインメントが運営するスマートフォン向けアプリゲーム。
2019年1月の期間限定参戦として、『舞-HiME』が参戦。舞衣、なつき、命が登場。

## ラジオ
2004年4月から2005年3月まで、「舞-HiMEラジオ 風華学園放送部」が放送された。
- パーソナリティ：中原麻衣、千葉紗子、清水愛
- 放送局：ラジオ大阪（2004年4月から2005年3月）・TBSラジオ/ラジオ日本（2004年4月から9月）・信越放送（2005年1月から3月）

※2004年4月から9月の間、同じ東京近郊エリアの2局で同一のラジオ番組が放送されるという事態となった（ただしTBS版は隔週30分枠、ラジオ日本版は毎週15分枠での放送である）。また、2004年12月26日27時から29時（=12月27日3時から5時）の2時間、ラジオ大阪にて、DVD発売を記念してのうた∽かた+舞-HiMEの特番が放送された。パーソナリティは『うた∽かた』からは本多陽子（橘一夏役）が、『舞-HiME』からは中原がつとめた。

## CD

### 主題歌 (CD)
- Shining☆Days
TVアニメオープニング主題歌。（歌：栗林みな実）
c/w「小さな星が降りる時」（TVアニメ『舞-HiME』挿入歌）
- 君が空だった
TVアニメエンディング主題歌。（歌：美郷あき）
c/w「TOMORROW'S TRUE」
- Parade
「舞-HiMEラジオ 風華学園放送部」主題歌。（歌：中原麻衣、千葉紗子、清水愛）
c/w「水晶の守り」（私立風華学園校歌）
- 阿修羅姫
PS2ゲーム 舞-HiME運命の系統樹オープニング主題歌。（歌：ALI PROJECT）
c/w「君がため、惜しからざりし命さへ」
- Silent wing
PS2ゲーム 舞-HiME運命の系統樹エンディング主題歌。（歌：美郷あき）
c/w「Goal to NEW WORLD」

### キャラクターソング
ランティスから発売、キングレコードから販売。
キャラクターソングシングルシリーズ
初回限定盤には、キャラクターカード封入。
- 舞-HiME Character Song Vol.1 愛しさの交差点（2004年8月4日、LACM-4141）
歌：鴇羽舞衣（中原麻衣）
  1. 愛しさの交差点
  2. サウンドシネマ「夏の初めの贈り物」
  3. 愛しさの交差点（off vocal）
- 舞-HiME Character Song Vol.2 水辺の花（2004年9月15日、LACM-4145）
歌：玖我なつき（千葉紗子）
  1. 水辺の花
  2. サウンドシネマ「センチメンタル・メモリー」
  3. 水辺の花（off vocal）
- 舞-HiME Character Song Vol.3 ココロの剣（2004年9月23日、LACM-4150）
歌：美袋命（清水愛）
  1. ココロの剣（つるぎ）
  2. サウンドシネマ「命、夢色幻想」
  3. ココロの剣（つるぎ）（off vocal）

キャラクターボーカルアルバム
- 舞-HiME Character Vocal Album Vol.1 初恋方程式 第1楽章（2005年2月23日、LACA-5355）
  1. 舞衣の小さな想い
  2. ハピネス
歌：鴇羽舞衣（中原麻衣）
  3. 進め！愕天王
歌：杉浦碧（田村ゆかり）
  4. イノセント
歌：結城奈緒（南里侑香）
  5. 命のしあわせ（^.^）
  6. ぽかぽかぺこぺこ
歌：美袋命（清水愛）
  7. そよ風のダイアリー
歌：日暮あかね（岩男潤子）
  8. ラブロケ☆パイロット
歌：宗像詩帆（野川さくら）
  9. なつきのこころ
  10. 綺麗な夢のその果てに
歌：玖我なつき（千葉紗子）
- 舞-HiME Character Vocal Album Vol.2 初恋方程式 第2楽章（2005年6月8日、LACA-5392）
  1. 愛しさの交差点（Instrumental ver.） 舞衣の友情日記その1
声：鴇羽舞衣（中原麻衣）
  2. 僕たちの勇気
歌とセリフ：珠洲城遥（柚木涼香）&菊川雪之（能登麻美子）
  3. Angel's dew
歌とセリフ：深優・グリーア（浅井清己）
  4. 放課後ハイド&シーク
歌とセリフ：瀬能あおい（新谷良子）&原田千絵（斎賀みつき）
  5. 紅の忍風烈火伝
歌とセリフ：尾久崎晶（小林沙苗）
  6. あしたのあなた
歌とセリフ：真田紫子（井上喜久子）
  7. 片恋艶花
歌とセリフ：藤乃静留（進藤尚美）
  8. らせん庭園
歌：風花真白（ゆかな）、セリフ：風花真白（ゆかな）&姫野二三（ゆかな）
  9. 舞衣の友情日記2〜未来へのメッセージ
声：鴇羽舞衣 (中原麻衣)

### オリジナルサウンドトラック
- 舞-HiME オリジナルサウンドトラック Vol.1 〜姫〜
アニメ版サウンドトラック第一弾。
- 舞-HiME オリジナルサウンドトラック Vol.2 〜舞〜
アニメ版サウンドトラック第二弾。
- 舞-HiME運命の系統樹 ORIGINAL SOUNDTRACK last moment
ゲーム版サウンドトラック。挿入歌2曲収録。
last moment（歌：妖精帝國）
Fortuna（歌：妖精帝國）

### ラジオドラマCD
ラジオで放送されたドラマをドラマCD化したもの。
- 実録！『裏』風華学園史・第一章
- 実録！『裏』風華学園史・第二章

## パチンコ・パチスロ
- パチンコ：CR舞-HiME（西陣、2010年3月）
- パチスロ：舞-HiME（岡崎産業、2010年10月）

## 専門用語
HiME
1. Highly-advanced Materializing Equipment（Etherとも）の略称。「ここではないどこか」から力を引き出し、想念を物質化させる高次物質化能力（もしくは高次物質化エーテル）のこと。
2. 1.の能力を有する女性。能力者の体には共通の痣が存在する。大切な人（もの）を媒介に、自らの意志でエレメントやチャイルドを具体化することが出来る。（アニメ）
3. 1.の能力を有する女性。能力者の体には共通の痣が存在する。自らの意志でエレメントを具体化することが出来る。チャイルドを具現化するためには「鍵」がエレメントに接触し領域内に存在していることが必要。（コミック）
4. 1.の能力を有する女性。能力者の体には共通の痣が存在する。想い人への気持ちを触媒にして、自らの意志でエレメントやチャイルドを具体化することが出来る。シアーズ財団は本来の意味（高次物質化能力）と区別して「ワルキューレ」と称している。（ゲーム）

PRINCESS（コミックのみ）
1. PERFECT REALIZATION of INDEPENDENT ACCESSの略称で独立交感型完全具現化能力の事。
2. 「鍵」となる生物を必要とせず、媛星の欠片で作られた特殊なピアスを装着することで自らの意思でチャイルドを召喚する事ができる。
3. チューナーとしての役割を担う鍵を介さず媛星とのチャンネルを無理矢理合わせるため、接近に伴い徐々に精神が汚染され、最終的に精神が崩壊する。ピアスを破壊されると精神汚染から回復する。

Queen（コミックのみ）
1. Quaint elemental enchantressの略称で大宇宙3大美少女の事。
2. 黒曜の君に仕え黒曜の君を守護する最強最悪のHiME。炎凪と同様に媛星から生まれた存在。46億年前にも地球を侵略し、当時のHiME達を殺し尽くした。
3. 鴇羽舞衣、楊貴妃、マリー・アントワネットの事。
4. マリー・アントワネットはコミック版におけるなつきの復讐の対象。

エレメント
HiMEが持つ固有の武器や装備の事。HiME達は、高次物質化能力により何も無い場所からこのエレメントを発生させる事ができる。
チャイルド
1. HiMEの心象を具体化させる能力を利用し、HIMEにとっての大切な人の命を元に召喚することの出来るモンスター。HiMEとの波長が合い、契約することの出来たオーファンがチャイルドとなる。HiMEを守護したり敵を攻撃したりすることができる。形はHiMEによってそれぞれである。正当なHiMEのチャイルドは基本的に自然界に存在するモノまたはカグツチ、聖ヴラスの様に空想世界の生物が発現し、まがい物のHiMEが属するシアーズ財団側は人工的な物体がチャイルドとして発現する。
2. HiME以外の人間がチャイルドを破壊するには高次物質化能力を中和する素材を使ったものでなければ破壊することはできない。現時点で深優のブレードがそれに当たる。
3. HiMEがチャイルド召喚中に自身のエレメントを消滅させた場合、召喚させたチャイルドも消滅する。
4. HiMEと鍵の間に<領域（テリトリー）>と呼ばれるフィールドが存在し、どちらかが領域外に出てしまうとチャイルドは消滅する。領域の大きさは鍵によって違う。（コミック）
5. チャイルド召喚中にHiME本人が死ぬと、そのチャイルドはオーファン化して「触媒」を食い殺そうとする。なお、オーファン化したチャイルドを倒しても触媒は死なない。また、オーファンや他のチャイルドを食らう事によりパワーアップするが、あまりに強大になりすぎると制御しきれなくなり触媒にすら牙を剥く場合がある。（ゲーム）

オーファン
1. 風華学園とその周辺に出てくる怪物であり、当初、HiMEが倒すべき敵とされていた。チャイルドとは似て異なるもの存在で、HiMEとの波長が合わず、契約できなかったチャイルドがオーファンとなる。生徒の精神エネルギーを糧をしているため学園周辺に出現する怪物。
2. 炎凪、風花真白、アリッサ・シアーズの3人が召喚する。アリッサの召喚する「シアーズオーファン」にはシアーズの紋章が刻まれている。（アニメ）
3. 炎凪が作り出し、学園を襲う目的はHiME達の命。（コミック）
4. 人々の思念の結晶。（ゲーム）
5. 蝕が始まると出てこない（アニメ、ゲーム）

一番地
1. 蝕の祭を司り、日本政府の中枢に存在する組織。名称は、本部がある地名に由来するらしい。風華学園や岩境製薬など様々な顔を持ち、学園の運営に一枚噛んでいる。
2. なつきの復讐の対象（アニメ、ゲーム）。コミックには名称は登場せず、一番地と思われる集団に真白が報告を行うシーンのみ存在。

シアーズ財団
欧米の巨大企業の陰に見え隠れする謎の資本団体。その力を、大統領の椅子すら左右すると言われており、強大な私設の軍隊をも有している。遥か古より世界の命運を決めてきた組織であり、彼らは風華学園をヴァルハラの門、HiMEをヴァルキューレと呼んでおり、これらは北欧神話の用語である。また、人工的にHiMEを作り出すことが可能であり、チャイルドを破壊する術を知っている。遺伝子操作により人工のHiME（アリッサ）を作り出し、今回のHiMEバトルの勝者となって自分達の力を盤石のものにしようとしていた。
蝕の祭
1. HiME同士が闘い、相手のチャイルドを倒し、最強のHiMEを1人だけ決める。「戦姫の神事」。コミックにはこの概念はない。
2. 勝ったHiMEのチャイルドは、倒したチャイルドの能力を吸収することができる。アニメでは20話のクライマックスにこの描写がある。カグツチが命へ向けて吐き出した火の玉（舞い散る羽根）こそ、まさにアリッサ・シアーズのアルテミスの「黄金の雷」である。
3. 最後まで勝ち残ったHiMEは媛星の力を制御できる。
4. 祭が始まると媛星が地球にしだいに接近し、様々な影響が出はじめ（異常気象、火山活動活発化など）、期日までに最強のHiMEが決まらない場合、媛星の災厄が世界に降りかかる（世界が終わる）という。
5. 祭の勝者は「水晶の姫」と呼ばれ、黒曜の君の妻となり、黒曜宮にて人柱となる。なお前回の勝者は風花真白と真白のカグツチ。
6. 舞衣と詩帆の様に大切な人が被っていて、その共通の大切な人が消滅した場合でも、（舞衣によれば大切な人への気持ちが残っていれば）チャイルドが無事な方は存在できる模様。
7. ゲーム版ではこの儀式を「星詠の舞」と呼び、最後に残った姫巫女（HiME）を「舞姫」と呼ぶ。
8. ゲーム版ではアニメのように想い人が被っている場合、負けていないHiMEも強制的に脱落する。
9. ゲーム版では最後に残った二人のHiMEが互いに想い人だった場合は「星繰りの者」が草薙の剣で最後に残ったチャイルドを封印して媛星を返す。

黒曜の君

水晶の姫

大切な人（アニメのみ）
チャイルドと表裏一体の存在を示す人。チャイルドが破壊されるまたはHiME自身が倒れるとそのHiMEのチャイルドも、そのHIMEにとって大切な人も消滅する。
対オーファン部隊（コミックのみ）
風花真白の下オーファンに対抗できるHiMEを集めた部隊の名称。杉浦碧をリーダーに据え、鷲沢陽子が補佐役となり鴇羽舞衣、玖我なつき、美袋命、日暮あかねとその鍵がメンバーで構成される。その後、オリHiME隊と退学を賭けた決闘で勝利し、真白の計らいでオリHiMEメンバーを加えることになる。
オリHiME隊（コミックのみ）
執行部主導による対オーファン部隊に変わる組織として結成。珠洲城遥の下に珠洲城遥が独断でつけたAランクHiME（菊川雪之、結城奈緒、尾久崎晶、目盛三姉妹〈スケール・シスターズ〉等）のみを集める。オリHiMEとはHiME THE ORIGINの略称。
鍵（コミックのみ）
コミックのみの用語で、HiMEの能力を増幅させることのできる相手。生物なら何でもよく、鍵がHiMEのエレメントに接触しテリトリーの中にいることで、HiMEはチャイルドを召喚できる。チャイルドが倒されると代償として鍵は死ぬ。基本的に一人のHiMEにつき鍵は一人（一匹）だが、一人の鍵が複数のHiMEの鍵だったケース（祐一）、一人のHiMEに複数の鍵がいたケース（奈緒）もあった。
触媒（ゲームのみ）
ゲーム版のみの用語で、アニメ版の「大切な人」、コミック版の「鍵」に相当する語句。その名の通り、HiMEがチャイルドを召喚するための「触媒」となる人物。「姫巫女」の「想い人」などとも呼ばれる。アニメやコミックとは違い、無生物や「思い」などの抽象的な観念は対象にならない。また、チャイルドが倒されると、触媒は死ぬ。
媛星
「ひめぼし」と読む。炎凪、オーファン、チャイルドはここから産まれ、全ての元凶である黒曜の君はこの媛星を操る力を持つ。
まがい物のHiME
シアーズ財団が作り上げたHiMEと同等の能力を持つ人間。
ちちくらべ
各女性登場者を横向きに並べた胸囲の比較図。メガミマガジンvol.55 2004年12月号の舞-HiME特集にて公開された。
この比較図は、『魔法先生ネギま!』（第1期）、『萌えよ!戦車学校』、『いいなり!あいぶれーしょん』、『ブラック・ラグーン』、『さよなら絶望先生』、『ストライクウィッチーズ』、『宇宙をかける少女』、『マケン姫っ!』等の公開用設定資料にもパロディとして取り入れられた。